# Castalia schombergiana
Castalia schombergiana е вид мида от семейство Hyriidae.

## Разпространение
Видът е разпространен в Гвиана, Суринам и Френска Гвиана.